# Matej Žagar
Matej Žagar, född 3 april 1983 i Ljubljana är en speedwayförare från Slovenien.
I Sverige tillhör Zagar Västervik.

## Meriter
- Junior-EM 2002 - 1:a
- Junior-VM 2004 - 3:a
- EM 2004 - 1:a
- Slovensk mästare - 2002, 2003, 2004, 2005, 2006

## Klubbar 2017
- Polen: Czestochowa
- Slovenien: AMTK Ljubljana
- Sverige: Smederna

Zagar kör också i GP-serien som nummer 55